# Far on the water
『far on the water』（ファー・オン・ザ・ウォーター）は、Kalafinaの5枚目のオリジナルアルバム。2015年9月16日SMEレコーズから発売された。

## 概要
Kalafinaとしては、前作の『Consolation』以来、約2年半ぶりのオリジナルアルバムとなった。表題曲で、NHK『歴史秘話ヒストリア』のエンディングテーマ「far on the water」をはじめ、テレビアニメのタイアップ曲を含めた13曲が収録されている。また、「heavenly blue」や「One Light」など、アップテンポな曲が多いのも特徴である。
CDは、通常盤に加え、DVDが付属する初回限定盤A、BDが付属する初回限定盤Bが同時に発売された。また、完全生産限定盤として、アナログレコード盤2枚組が同年9月30日に発売された。
2019年にKalafinaが解散したため、オリジナルアルバムとしては本作が最後となった。

## 収録曲
（全作詞・作曲・編曲：梶浦由記）
1. into the water  (1:37)
2. monochrome  (3:32)
3. 五月の魔法  (4:57)
4. ring your bell （5:14）
テレビアニメ『Fate/stay night[Unlimted Blade Works]』2ndシーズン　エンディングテーマ
17thシングル
5. うすむらさき  (5:10)
6. identify  (4:29)
7. 灯影（3:09）
8. One Light（4:44）
テレビアニメ 『アルスラーン戦記』のエンディングテーマ
18thシングル
9. むすんでひらく（5:21）
10. heavenly blue（5:23）
テレビアニメ 『アルドノア・ゼロ』1st オープニングテーマ
15thシングル
11. 空色の椅子  (3:18)
12. believe（4:51）
テレビアニメ 『Fate/stay night[Unlimted Blade Works]』1stシーズン　エンディングテーマ
16thシングル
13. far on the water（4:33）
『歴史秘話ヒストリア』2015年4月 - 2016年3月度エンディングテーマ

## 初回限定盤
通常盤と同時にDVD/BDが付属する、初回限定盤がリリースされた。以下はDVD/BDの収録曲。
1. heavenly blue MV
2. far on the water MV
3. ring your bell 2015・2・28 at 日本武道館
4. far on the water 2015・3・1 at 日本武道館